# Galium hardhamae
Galium hardhamiae là một loài thực vật có hoa trong họ Thiến thảo. Loài này được Dempster mô tả khoa học đầu tiên năm 1962.